# Przegląd Prawa Handlowego
Przegląd Prawa Handlowego – czasopismo prawnicze skoncentrowane na prawie handlowym, w tym prawie spółek handlowych. 
Pierwsze czasopismo o takim tytule powstało w 1925 r. i ukazywało się do 1939 r. Publikowali w nim czołowi międzywojenni znawcy prawa handlowego, jak Aleksander Doliński, Maurycy Allerhand, Aleksander Jackowski i Zygmunt Fenichel. Redaktorem i założycielem czasopisma był adwokat Henryk Kon. 
Tytuł został wznowiony w 1991 r. Było to pierwsze w III Rzeczypospolitej czasopismo towarzyszące reaktywacji prawa handlowego w Polsce po przemianach politycznych i społeczno-gospodarczych lat 90. XX wieku. Obecnie jest miesięcznikiem zajmującym się problematyką prawa handlowego polskiego, Unii Europejskiej i innych ustawodawstw światowych.
Wydawcą jest Wolters Kluwer Polska, a redaktorem naczelnym jest dr Małgorzata Modrzejewska.